# Frederick Busch
Frederick Matthew Busch (* 1. August 1941 in Brooklyn, New York City; † 23. Februar 2006 in Manhattan, New York City) war ein US-amerikanischer Schriftsteller.

## Leben
Frederick Busch studierte am Muhlenberg College (1962) in Pennsylvania und anschließend an der Colgate University (1967). Busch lehrte von 1976 bis 2003 als „Fairchild Professor of Literature“ an der Colgate University in Hamilton, New York. Er war Initiator des „Writers’ Workshop“ an der University of Iowa und Gründer der „Chenango Valley Writers’ Conference“.
Er wurde mit zahlreichen Preisen ausgezeichnet. Insgesamt schrieb er 27 Bücher; ein weiteres sollte im Herbst 2006 erscheinen.
Frederick Busch starb an den Folgen eines Herzinfarktes während eines Aufenthaltes in Manhattan. Busch war verheiratet und Vater zweier Söhne.

## Auszeichnungen (Auswahl)
- 1962 Stipendium der Woodrow Wilson Stiftung
- 1981 Guggenheim-Stipendium
- 1981 Stipendium der Ingram Merrill Stiftung
- 1985 „National Jewish Book Award for Fiction“ des Jewish Book Council
- 1986 „American Academy of Arts and Letters Fiction Award“
- 1991 „PEN/Malamud Award for Excellence in Short Fiction“
- 1997 „New York Times Notable Book“ für das Buch „Girls: A Novel“
- 1999 „National Book Critics Circle Award“, Nominierung für sein Buch „The Night Inspector“
- 2000 „PEN/Faulkner“, Nominierung für sein Buch „The Night Inspector“
- 2001 Aufnahme in die American Academy of Arts and Sciences

## Werke
- I Wanted A Year Without Fall - a novel, Calder & Boyars London 1971
- Hawkes: a guide to his fictions, Syracuse University 1973
- Manual Labor - a novel, New Directions 1974
- Domestic Particulars: a Family Chronicle, New Directions Pub. Co. NY 1976
- Mutual Friend, Harper & Row 1978
- Hardwater Country - stories, Knopf NY 1979
- Rounds, Farrar, Straus and Giroux 1980
- Take This Man, Farrar, Straus and Giroux", 1981
- Invisible Mending: a novel D.R. Godine 1984
- Too Late American Boyhood Blues: ten stories, D.R. Godine 1984
- Sometimes I Live in the Country, D.R. Godine 1986
- Absent Friends, Knopf NY 1989
- War Babies, New Directions 1989
- Harry and Catherine, Knopf NY 1990
- Closing Arguments, Ticknor & Fields 1991
- Long Way From Home, Ticknor & Fields 1993
- Children in the Woods: New and Selected Stories Ticknor & Fields 1994
- Girls: A Novel, Harmony Books 1997
- A Dangerous Profession: a book about the writing life, St. Martin’s Press 1998
- The Night Inspector, Harmony Books 1999 (deutsch: Der Nachtinspektor, Berlin Verlag 2002)
- A Memory of War, 2003